# MacBeth Sibaya
Ntuthuko MacBeth-Mao Sibaya (Durban, 25 de novembre de 1977) és un futbolista sud-africà, que ocupa la posició de migcampista.
Després d'una estada a l'hongarès III. Kerületi TUE, retorna al seu país per militar al Jomo Cosmos. El 2002 retorna a Europa, al Rosenborg BK noruec, i un any després, fitxa pel FC Rubin Kazan, amb qui guanya les lligues 2008 i 2009 de Rússia.
Ha estat internacional amb Sud-àfrica en 52 ocasions. Va participar en el Mundial del 2002 i a la Copa Confederacions de 2009.